# Миелобласт
Миелобласт — унипотентная гемопоэтическая стволовая клетка, уже выбравшая путь дифференцировки по гранулоцитарному типу («рекрутированная» в гранулоцитарный росток), и, следовательно, долженствующая в конечном итоге стать одним из типов гранулоцитов — эозинофилом, базофилом или нейтрофилом. Миелобласты развиваются из так называемых CFU-GM клеток (миеломонобластов), а те, в свою очередь, из CFU-GEMM (иначе называемых промиелобластами или общими миелоидными предшественниками). Следующая стадия дифференцировки — промиелоцит.

## Происхождение
Миелобласты происходят в конечном счёте от примитивных стволовых клеток ретикулума, так называемых гемангиобластов, находящихся между клетками стромы костного мозга. В процессе созревания и дифференцировки от гемангиобласта до миелобласта клетка проходит ещё несколько стадий: гемоцитобласт (плюрипотентная стволовая кроветворная клетка), CFU-GEMM (промиелобласт), CFU-GM (миеломонобласт). На каждой из стадий дифференцировки выбор возможных путей развития для клетки сужается. Так, на стадии гемангиобласта у клетки есть возможность стать либо кроветворной клеткой, либо клеткой эндотелия сосудов. На стадии гемоцитобласта этого выбора уже нет — клетка рекрутирована в кроветворный росток. Но сохраняется возможность дифференцировки по любому из путей дифференцировки кроветворных клеток — миелоидному или лимфоидному. На стадии CFU-GEMM возможность развития по лимфоидному пути уже закрыта, так как клетка уже избрала миелоидный путь дифференцировки, однако она всё ещё может выбрать разные пути дальнейшего развития — эритроидный, мегакариоцитарный или миеломоноцитарный. На стадии CFU-GM клетке остаётся возможность выбора уже только между моноцитарным и гранулоцитарным путём развития (эритроцитарный и тромбоцитарный пути развития для неё уже закрыты). И наконец, на стадии миелобласта клетка уже полностью унипотентная, избравшая гранулоцитарный путь развития. Процессы гранулопоэза и рекрутирования клеток-предшественников в ту или иную клеточную линию регулируются гуморальными агентами — цитокинами и хемокинами, такими, как колониестимулирующие факторы, интерлейкин 3.

## Расположение в организме
Миелобласты, как и другие кроветворные клетки, находятся в экстраваскулярных (внесосудистых) пространствах костного мозга. Гемопоэз происходит в этих экстраваскулярных (внесосудистых) полостях или пространствах между синусами костного мозга. Стенки синусов костного мозга выстланы двумя типами клеток — эндотелиальными клетками и адвентициальными ретикулярными клетками. Гемопоэтические стволовые клетки расположены в виде равномерных полос, шнуров или клиньев между этими сосудистыми синусами. При этом миелобласты и другие гранулоцитарные клетки-предшественники расположены в основном в субкортикальных («подкорковых», наиболее близких к корковому слою, то есть к поверхности синуса) этих гемопоэтических «шнуров» или клиньев.

## Морфологическое строение
Миелобласты — это довольно маленькие клетки, со средним диаметром от 14 до 18 мкм. При этом бо́льшую часть клетки занимает крупное овальное ядро. В ядре наблюдается очень тонкий и нежный неагрегированный (несконденсированный) хроматин и хорошо различимы 3 или более ядрышек. Цитоплазма миелобласта имеет базофильную окраску и лишена специфических гранул, что является главным отличием миелобласта от следующей стадии развития, промиелоцита. Ядрышки являются местами образования рибосомальных белков. Рибосомы расположены в различных участках цитоплазмы клетки. Митохондрии в клетке наличествуют, но имеют довольно малые размеры.
Основные морфологические отличия, которые позволяют отличить миелобласт от лимфобласта при микроскопическом исследовании мазка костного мозга — это присутствие более заметных, хорошо выраженных ядрышек, менее выраженная конденсация (менее плотная упаковка) ядерного хроматина, и наличие неспецифических гранул в цитоплазме клетки.

## Функция

Диаграмма гемопоэза у человека

Гранулопоэз состоит из пяти последовательных стадий. Среди них миелобласт является первой клеткой, распознаваемой как принадлежащая к гранулоцитарному ростку костного мозга. Следующая стадия в процессе дифференцировки миелобласта — это промиелоцит, который, в свою очередь, может дать начало одному из трёх вариантов клеток-предшественников — нейтрофильному, базофильному или эозинофильному миелоциту. Тот, в свою очередь, превращается, соответственно, в нейтрофильный, базофильный или эозинофильный метамиелоцит («юный» гранулоцит). А нейтрофильный, базофильный или эозинофильный метамиелоцит превращается, соответственно, в нейтрофильный, базофильный или эозинофильный палочкоядерный гранулоцит. А тот, в свою очередь, в зрелый сегментоядерный (или «полиморфноядерный») нейтрофил, базофил или эозинофил. Весь этот процесс требует пяти последовательных делений клетки. Все эти пять делений происходят в течение трёх первых стадий гранулопоэза (миелобласт — промиелоцит — миелоцит). Далее идёт только созревание получившейся клетки-миелоцита, дальнейшего деления уже не происходит.

## Дополнительные изображения

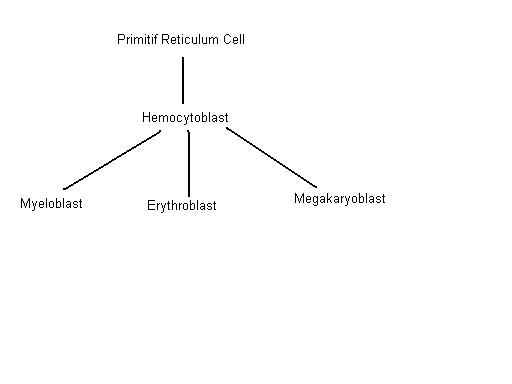
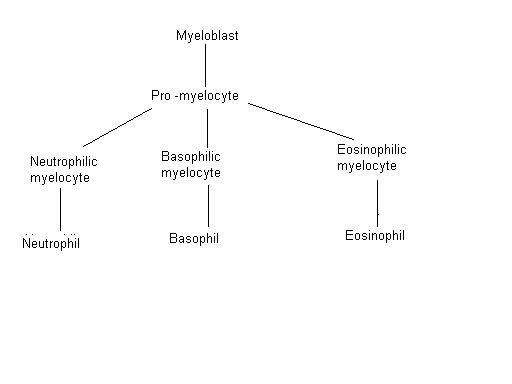

## Заболевания
Наиболее частая проблема, связанная с нарушением созревания и функционирования миелобластов — это острый миелобластный лейкоз (типы M0, M1 и M2 по ФАБ). Основные клинические проявления ОМЛ связаны с нарушением нормальных процессов гемопоэза в результате прогрессирующего избыточного размножения лейкозных миелобластов, нарушения их дифференцировки и вытеснения ими нормальных клеток-предшественников, что приводит к цитопении, в частности анемии, тромбоцитопении и лейкопении, к кровотечениям и инфекциям. При этом процесс является самораскручивающимся по спирали с возрастанием скорости прогрессирования, так как ключевыми факторами, стимулирующими размножение как нормальных, так и лейкозных клеток, является плотность клеток в костном мозге и продукция колониестимулирующих факторов — а она растёт вместе с увеличением численности лейкозного клона. В части случаев острый миелобластный лейкоз вызывается предшествующей химиотерапией или лучевой терапией по поводу другого заболевания, или наличием другого гематологического заболевания, такого, как миелодиспластический синдром, миелопролиферативные синдромы, такие, как хронический миелоидный лейкоз, истинная полицитемия, или, наоборот, панцитопения, гипоплазия костного мозга.